# Nordmalings kommun
Nordmalings kommun är en kommun i Västerbottens län och i landskapet Ångermanland i Sverige. Centralort är Nordmaling.
Kommunens geografiska område utgörs av ett brutet sprickdalslandskap. Mot kusten övergår terrängen i en flackare kustslätt. Jord- och skogsbruket dominerade tidigare det lokala näringslivet. I början av 2020-talet var dock kommunen den största arbetsgivaren. 
Sedan kommunen bildades och fram till 1995 var invånarantalet relativt stabilt. Därefter har trenden varit långsamt negativ. Under lång tid har Socialdemokraterna varit största parti men under 2010-talet har partiet krympt kraftigt och största parti har sedan dess varit Centerpartiet. Efter valet 2022 styrs kommunen av de fyra borgerliga partierna.

## Administrativ historik
Kommunens område motsvarar en del av Nordmalings socken där Nordmalings landskommun bildades vid kommunreformen 1862. 1914 utbröts en del för att ingå i den då bildade Hörnefors landskommun.
Nordmalings municipalsamhälle inrättades 25 februari 1898 och upplöstes vid utgången av 1962. Rundviks municipalsamhälle inrättades 12 juni 1936 och upplöstes vid utgången av 1964.
Kommunreformen 1952 påverkade inte indelningarna i området, då varken Västerbottens eller Norrbottens län berördes av reformen.
Nordmalings kommun bildades vid kommunreformen 1971 genom en ombildning av Nordmalings landskommun.
1973 överfördes ett område med 13 invånare och en areal av 7,1 kvadratkilometer, varav 6,9 land, från Nordmalings kyrkobokföringsdistrikt i Nordmalings församling i kommunen till Vännäs kommun.
Kommunen ingick från bildandet till den 1 januari 1982 i Umebygdens domsaga och ingår sen dess i Umeå domkrets.

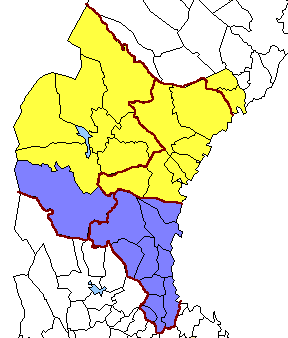
Nordmalings kommun ingick förr i Västernorrlands län. Både gult och blått var Västernorrlands län, innan man delade upp det i Gävleborgs län (blått) och Västernorrlands län (gult). När Jämtlands län grundades fick det även Härjedalen. Dagens länsgränser kan ses i rött.

## Geografi

### Topografi och hydrografi
Kommunens geografiska område utgörs av ett brutet sprickdalslandskap. Mot kusten övergår terrängen i en flackare kustslätt. I nordväst finns höga urbergsryggar som är täckta med i barrskogsklädd morän. Berget är till stor del kalspolat under högsta kustlinjen, cirka 270 meter över havet. Lögdeälven och Öreälven har eroderat raviner i de uppodlade dalarna som är upp till 40 meter djupa. I både Lögdeälven och Öreälvens dalgångar finns  älvsträckor med välutvecklade meanderbågar. Längs kusten finns en slätt med låga bergområden. Dessa är sönderbrutna i ett flertal uddar och ett 100-tal öar. På Järnäshalvön är moränen formad som långsträckta ryggar, så kallade drumliner.

### Naturskydd
År 2022 fanns 21 naturreservat i Nordmalings kommun. Reservatet Hummelholm utgörs dels av ängsmark och dels av skog. Ängsmarken är blomrik och frodig eftersom  byborna sköter dem på gammalt sätt med lie och höräfsa. Där blommar exempelvis  rödblära, åkerbär, fibblor, gullris, renfana och älvsallad. Reservatet Skjutbaneberget utgörs av äldre sandtallskog med liten påverkan från skogsbruk. Där växer arter som  goliatmusseron och olika taggsvampar som bara växer i sandtallskog, så som blå taggsvamp eller dropptaggsvamp.

### Administrativ indelning
Fram till 2016 var kommunen för befolkningsrapportering indelad i en enda församling, Nordmalings församling.
Från 2016 indelas kommunen i distrikt,  vilket för Nordmalings kommun innebär bara ett, Nordmalings distrikt

### Tätorter
Totalt bodde 56,7 procent av kommunens invånare i någon av tätorterna 2020, vilket var lägre än genomsnittet för riket där motsvarande siffra var 87,6 procent. Enligt SCB:s tätortsavgränsning 2020 fanns tre  tätorter i kommunen:
| Nr | Tätort     | Folkmängd |
| -- | ---------- | --------- |
| 1  | Nordmaling | 2 656     |
| 2  | Rundvik    | 800       |
| 3  | Lögdeå     | 571       |

Centralorten är i fet stil.

## Styre och politik

### Styre
Mandatperioden 2010–2014 styrdes kommunen av Socialdemokraterna i koalition med Vänsterpartiet, vilka samlade 16 av 31 mandat.
Mandatperioden 2010–2014 präglades av personstrider inom Socialdemokraterna och ledde till ett stort väljartapp för Socialdemokraterna i valet 2014 där partiet föll från 46 till 28,2 procent. Detta ledde till att  de borgerliga partierna tog över makten med centerpartisten Madelaine Jakobsson som kommunstyrelsens ordförande.
I januari 2015 lämnade flera av Socialdemokraternas ledamöter partiet men fortsatte som politiska vildar. I ett öppet brev skrev 35 medlemmar i partiet att "Efter att under flera år förgäves ha försökt åstadkomma demokrati och följande av stadgar, ser vi nu ingen annan utväg".  Samtliga av Socialdemokraternas ledamöter i kommunstyrelsen, samt fyra av partiets nio ledamöter i kommunfullmäktige fortsatte att sitta på sina poster utan partibeteckning.
Valet 2018 ledde till att Centerpartiet samlade 42 procent av rösterna och bildade en koalition med Kristdemokraterna och Moderaterna. Den tidigare samarbetspartnern Liberalerna tappade kraftigt i valet och Maria Lundqvist-Brömster (L) sade att "Vi är glada för att det är ett borgerligt styre i Nordmaling, men vi känner att eftersom vi backar från tre till ett mandat i fullmäktige så väljer vi att stå utanför för att vi ska kunna profilera vår politik". Madelaine Jakobsson behöll platsen som kommunalråd och uppgav att det nya styret skulle arbeta med de ekonomiska utmaningarna, tillväxten i kommunen genom inflyttning och fortsatta satsningar på företagandet. Det borgerliga kommunstyret fortsatte efter valet 2022, då även Liberalerna anslöt sig till styret.

### Kommunfullmäktige

#### Presidium
| Presidium 2022–2026    | Presidium 2022–2026 | Presidium 2022–2026 |
| ---------------------- | ------------------- | ------------------- |
| Ordförande             | C                   | Ingemar Sandström   |
| Förste vice ordförande | S                   | Billy Moström       |
| Andre vice ordförande  | M                   | Jan Persson         |

#### Mandatfördelning 1970–2022
| 14 | 8 | 4 | 2 | 3 |

| 28 |

| 14 | 8 | 4 | 2 | 3 |

| 25 | 6 |

|  | 13 | 9 | 3 | 2 | 3 |

| 21 | 10 |

| 2 | 13 | 8 | 3 | 2 | 3 |

| 20 | 11 |

| 2 | 14 | 8 | 2 | 2 | 3 |

| 21 | 10 |

|  | 14 | 7 | 3 | 2 | 4 |

| 21 | 10 |

|  | 13 | 2 | 7 | 3 | 2 | 3 |

| 21 | 10 |

|  | 13 |  | 6 | 3 | 3 | 4 |

| 21 | 10 |

|  | 15 |  | 5 | 2 | 2 | 5 |

| 19 | 12 |

| 3 | 11 |  | 5 | 4 | 3 | 4 |

| 19 | 12 |

| 2 | 14 | 5 | 6 | 2 | 2 |

| 19 | 12 |

| 2 | 13 | 6 | 5 | 2 | 3 |

| 17 | 14 |

| 2 | 14 | 6 | 3 | 2 | 4 |

| 16 | 15 |

| 3 | 9 |  | 11 | 3 |  | 3 |

| 15 | 16 |

| 2 | 7 | 2 | 3 | 13 |  |  | 2 |

| 18 | 13 |

| 3 | 8 | 3 | 10 | 2 | 2 | 3 |

| 14 |  | 15 |

### Nämnder
Den 3 november 2014 trädde en ny politisk organisation i kraft i Nordmalings kommun, enligt kommunfullmäktiges beslut den 24 februari 2014. Samtliga kommunala nämnder slopades förutom de tre obligatoriska nämnderna: myndighets-, val- och överförmyndarnämnderna. De tidigare nämndernas arbetsuppgifter överfördes till kommunstyrelsen och utskott. Därtill finns även PA-nämnden, Umeåregionens gemensamma nämnd för drift och hantering av personaladministrativa system. Denna är gemensam för kommunerna Umeå, Bjurholm, Nordmaling, Robertsfors, Vindeln, Vännäs och Örnsköldsvik.

#### Kommunstyrelse
| Presidium 2022–2026 | Presidium 2022–2026 | Presidium 2022–2026 |
| ------------------- | ------------------- | ------------------- |
| Ordförande          | C                   | Madelaine Jakobsson |
| Vice ordförande     | S                   | Grethel Broman      |

#### Lista över kommunstyrelsens ordförande
- Ulla-Maj Andersson, Socialdemokraterna, –2006
- Ingemar Sandström, Centerpartiet, 2006–2010[26]
- Ulla-Maj Andersson, Socialdemokraterna, 2010–2014[27]
- Madelaine Jakobsson, Centerpartiet, 2014–[28]

Denna lista hämtas från Wikidata. Informationen kan ändras där.

#### Övriga nämnder
| Nämnder 2022–2026 | Ordförande | Ordförande        | Vice ordförande | Vice ordförande    |
| ----------------- | ---------- | ----------------- | --------------- | ------------------ |
| Myndighetsnämnden | M          | Monica Samuelsson | S               | Kent Fällman       |
| Valnämnden        | L          | Kerstin Hörnqvist | S               | Jörgen Wigerthsson |

Nordmalings kommun saknar egen överförmyndarnämnd utan ingår sedan den 1 januari 2015 i Överförmyndarnämnden i Umeåregionen tillsammans med kommunerna Bjurholm, Robertsfors, Umeå, Vindeln och Vännäs. I överförmyndarnämnden har Nordmaling en ordinarie ledamot och en ersättare.

### Valresultat 2022
| Parti                            | Valdistrikt | Valdistrikt | Kommun  |
| Parti                            | Starkaste   | Andel       | Andel   |
| -------------------------------- | ----------- | ----------- | ------- |
| C                                | Gräsmyr     | 43,43 %     | 31,45 % |
| S                                | Vallen      | 30,49 %     | 26,11 % |
| M                                | Håknäs      | 17,14 %     | 11,49 % |
| SD                               | Norrfors    | 15,36 %     | 8,73 %  |
| V                                | Levar       | 12,86 %     | 8,34 %  |
| KD                               | Norrfors    | 7,84 %      | 6,93 %  |
| L                                | Gräsmyr     | 7,96 %      | 5,32 %  |
| MP                               | Håknäs      | 2,05 %      | 1,41 %  |
| Data hämtat från Valmyndigheten. |             |             |         |

Exklusive uppsamlingsdistrikt. Partier som fått mer än en procent av rösterna i minst ett valdistrikt redovisas.

## Ekonomi och infrastruktur

### Näringsliv
Jord- och skogsbruket dominerade tidigare det lokala näringslivet. I början av 2020-talet var dock kommunen den största arbetsgivaren. Bland industriföretag i kommunen hittas metallvarutillverkaren Olofsfors AB och träföretaget SCA Woods AB.

### Infrastruktur

#### Transporter
Kommunen genonkorsas av Europaväg 4 som går längs kustsidan från sydväst till sydöst. Genom kommunen löper även länsväg 353 som följer Leduån ut mot havet. Kommunen genonkorsas även av järnvägen Långsele–Vännäs.

## Befolkning

### Demografi

#### Befolkningsutveckling
| Befolkningsutvecklingen i Nordmalings kommun 1810–2020                                                                               | Befolkningsutvecklingen i Nordmalings kommun 1810–2020 | Befolkningsutvecklingen i Nordmalings kommun 1810–2020 | Befolkningsutvecklingen i Nordmalings kommun 1810–2020 | Befolkningsutvecklingen i Nordmalings kommun 1810–2020 |
| --- | ------------------------------------------------------ | ------------------------------------------------------ | ------------------------------------------------------ | ------------------------------------------------------ |
| |                                                        |                                                        |                                                        |                                                        |
| År |                                                        |                                                        | Folkmängd                                              |                                                        |
| 1810 | 1810                                                   |                                                        | 2 517                                                  |                                                        |
| 1820 | 1820                                                   |                                                        | 2 632                                                  |                                                        |
| 1830 | 1830                                                   |                                                        | 3 242                                                  |                                                        |
| 1840 | 1840                                                   |                                                        | 3 591                                                  |                                                        |
| 1850 | 1850                                                   |                                                        | 4 337                                                  |                                                        |
| 1860 | 1860                                                   |                                                        | 5 289                                                  |                                                        |
| 1870 | 1870                                                   |                                                        | 6 006                                                  |                                                        |
| 1880 | 1880                                                   |                                                        | 7 051                                                  |                                                        |
| 1890 | 1890                                                   |                                                        | 8 021                                                  |                                                        |
| 1900 | 1900                                                   |                                                        | 9 726                                                  |                                                        |
| 1910 | 1910                                                   |                                                        | 10 172                                                 |                                                        |
| 1920 | 1920                                                   |                                                        | 8 656                                                  |                                                        |
| 1930 | 1930                                                   |                                                        | 9 265                                                  |                                                        |
| 1940 | 1940                                                   |                                                        | 9 783                                                  |                                                        |
| 1950 | 1950                                                   |                                                        | 10 403                                                 |                                                        |
| 1960 | 1960                                                   |                                                        | 9 550                                                  |                                                        |
| 1970 | 1970                                                   |                                                        | 8 159                                                  |                                                        |
| 1975 | 1975                                                   |                                                        | 7 736                                                  |                                                        |
| 1980 | 1980                                                   |                                                        | 8 124                                                  |                                                        |
| 1985 | 1985                                                   |                                                        | 7 900                                                  |                                                        |
| 1990 | 1990                                                   |                                                        | 8 192                                                  |                                                        |
| 1995 | 1995                                                   |                                                        | 8 104                                                  |                                                        |
| 2000 | 2000                                                   |                                                        | 7 663                                                  |                                                        |
| 2005 | 2005                                                   |                                                        | 7 470                                                  |                                                        |
| 2010 | 2010                                                   |                                                        | 7 098                                                  |                                                        |
| 2015 | 2015                                                   |                                                        | 7 060                                                  |                                                        |
| 2020 | 2020                                                   |                                                        | 7 108                                                  |                                                        |
| Anm: Uppgifterna från 1970 och framåt avser förhållandena den 31 december enligt den kommunala indelningen den 1 januari året efter. |                                                        |                                                        |                                                        |                                                        |

#### Utländsk bakgrund
Den 31 december 2015 utgjorde antalet invånare med utländsk bakgrund (utrikes födda personer samt inrikes födda med två utrikes födda föräldrar) 648, eller 9,18 % av befolkningen (hela befolkningen: 7 060 den 31 december 2015). Den 31 december 2002 utgjorde antalet invånare med utländsk bakgrund enligt samma definition 287, eller 3,79 % av befolkningen (hela befolkningen: 7 573 den 31 december 2002).

#### Invånare efter de vanligaste födelseländerna
Den 31 december 2015 utgjorde folkmängden i Nordmalings kommun 7 060 personer. Av dessa var 587 personer (8,31 %) födda i ett annat land än Sverige. I denna tabell har de nordiska länderna samt de 12 länder med flest antal utrikes födda (i hela riket) tagits med. En person som inte kommer från något av de här 17 länderna har istället av Statistiska centralbyrån förts till den världsdel som deras födelseland tillhör.
| Födelseland      | Födelseland                       | Födelseland |
| ---------------- | --------------------------------- | ----------- |
| 31 december 2015 |                                   |             |
| 1                | Sverige                           | 6 473       |
| 2                | Finland                           | 107         |
| 3                | Afghanistan                       | 77          |
| 4                | Eritrea                           | 69          |
| 5                | Tyskland                          | 47          |
| 6                | Afrika: Övriga länder             | 44          |
| 7                | Asien: Övriga länder              | 38          |
| 8                | Europeiska unionen: Övriga länder | 37          |
| 9                | Thailand                          | 31          |
| 10               | Polen                             | 21          |
| 11               | Sydamerika                        | 18          |
| 12               | Iran                              | 17          |
| 13               | Norge                             | 16          |
| 14               | Syrien                            | 15          |
| 15               | Nordamerika                       | 14          |
| 16               | Irak                              | 13          |
| 17               | Europa utom EU: Övriga länder     | 7           |
| 18               | Turkiet                           | 7           |
| 19               | Danmark                           | 5           |
| 20               | Oceanien                          | 2           |
| 21               | Bosnien och Hercegovina           | 1           |
| 21               | Somalia                           | 1           |
| 23               | Island                            | 0           |
| 23               | / SFR Jugoslavien/FR Jugoslavien  | 0           |
| 23               | Sovjetunionen                     | 0           |
| 23               | Okänt födelseland                 | 0           |

## Kultur

### Kulturarv
Det fanns tre riksintressen för kulturmiljövård i kommunen 2018. Bland dessa hittas centrala delen av centralorten som utgörs av ett gammalt sockencentrum. Kyrka och marknadsplats anlades redan på medeltiden. I anslutning till Nordmalings kyrka finns en  begravningsplats med äldre gravvårdar. Till kyrkan hör också en äldre prästgård som uppfördes under 1700-talet och en senare  prästgården som uppfördes under 1920- och 1930-talen. De andra platserna var Olofsfors bruk och Hummelholms by.
År 2022 fanns ett byggnadsminne i kommunen Levar hotell och lusthus (Levar 4:19).

### Kommunvapen
Blasonering: I blått fält en gädda av silver med fenor av guld mellan två bjälkvis genomgående kättingar av guld.
Vapnet fastställdes 1955. Gäddan kommer från ett sockensigill och kättingarna symboliserar Olofsfors bruk, där sådana tillverkades. Vapnet registrerades 1974 enligt det nyare regelverket.